# Carlos Marés
Carlos Frederico Marés de Souza Filho (União da Vitória, 2 octobre 1946) est un avocat et procureur brésilien. 
Il a été le Procureur Général de l'État du Paraná, Président de la Banque Régionale de Développement de l'Extrême-Sud et Président de la Fondation national de l'Indien.

## Œuvres
- La renaissance des peuples autochtones à droite, Juruá Editora, 2000 - 211 pages (titre original : O renascer dos povos indígenas para o direito)
- Biens culturels et de Protection Juridique, de Lecteur, de Rédaction, de Porto Alegre, 1997 - 139 pages (titre original : Bens Culturais e Proteção Jurídica)
- La fonction sociale de la terre. Porto Alegre: Sergio Antonio Fabris Éditeur, 2003, 142 pages. titre original : A função social da terra)